# Elecciones parlamentarias de Andorra de 2011
Las elecciones parlamentarias de Andorra de 2011 se celebraron el 3 de abril de ese año. La candidatura liberal de los Demócratas por Andorra consiguió una amplia victoria, ganando en todas las listas parroquiales y obteniendo la mayoría absoluta con 22 de 28 consejeros. Su cabeza de lista, Antoni Martí fue elegido jefe del Gobierno de Andorra. El Partido Socialdemócrata, que ocupaba el gobierno, perdió ocho consejeros, quedándose con 6 mientras que Andorra por el Cambio perdió su representación parlamentaria. Los socialdemócratas explicaron su derrota electoral por la crisis económica y por la mala comunicación de sus reformas.
El Consejo General de Andorra se había disuelto anticipadamente después de los desacuerdos que habían impedido la aprobación de importantes leyes.

## Resultados
|                                    |                            |                            |                            |                          |                          |                          |                 |     |
| Partido                            | Circunscripción parroquial | Circunscripción parroquial | Circunscripción parroquial | Circunscripción nacional | Circunscripción nacional | Circunscripción nacional | Escaños totales | +/– |
| Partido                            | Votos                      | %                          | Escaños                    | Votos                    | %                        | Escaños                  | Escaños totales | +/– |
| Demócratas por Andorra             | 7723                       | 48.36                      | 12                         | 8553                     | 55.1                     | 8                        | 20              | +3  |
| Partido Socialdemócrata de Andorra | 5901                       | 36.95                      | 0                          | 5397                     | 42.9                     | 6                        | 6               | -8  |
| Unió Laurediana                    | 1349                       | –                          | 2                          | –                        | –                        | 0                        | 2               | 0   |
| Andorra por el Cambio              | –                          | –                          | –                          | 1040                     | 6.7                      | 0                        | 0               | -3  |
| Los Verdes de Andorra              | –                          | –                          | –                          | 520                      | 3.3                      | –                        | –               | 0   |
| Votos en blanco y nulos            | 1212                       | 7.49                       | –                          | –                        | 1.373                    | –                        | –               | –   |
| Total                              | 16 185                     | 100                        | 14                         | 16 197                   | 100                      | 14                       | 28              | 0   |
| Participación                      | 21 852                     | 74,06%                     | –                          | 21 852                   | 74,12%                   | –                        | –               | –   |
| Fuente: Elecciones de Andorra      |                            |                            |                            |                          |                          |                          |                 |     |